# 托马斯·坎皮恩
托马斯·坎皮恩（英語：Thomas Campion，1567年2月12日—1620年3月1日），是一名英国诗人、作曲家、医生。他出生于伦敦，写了百余首琵琶歌和对音乐的权威技术论文，设计了许多假面舞会。